# Fabijan Komljenović
Fabijan Komljenović (ur. 16 stycznia 1968 w Zagrzebiu) – chorwacki piłkarz występujący na pozycji pomocnika.

## Kariera klubowa
Komljenović karierę rozpoczynał w sezonie 1988/1989 w Dinamie Zagrzeb, grającym w pierwszej lidze jugosłowiańskiej. W trakcie sezonu 1989/1990 odszedł do innego pierwszoligowca, HNK Rijeka. Grał tam do końca sezonu 1991/1992. W 1992 roku został zawodnikiem klubu NK Zagreb, występującego w nowo powstałej pierwszej lidze chorwackiej. W sezonie 1992 wywalczył z nim wicemistrzostwo Chorwacji.
W 1992 roku Komljenović przeszedł do Croatii Zagrzeb, z którą w sezonie 1992/1993 zdobył mistrzostwo Chorwacji. W 1993 roku został graczem niemieckiego FC Schalke 04. W Bundeslidze zadebiutował 23 kwietnia 1994 w zremisowanym 2:2 meczu z VfB Leipzig. W Schalke występował do końca sezonu 1993/1994.
Następnie Komljenović grał w chorwackim zespole NK Istra, a w 1995 roku przeszedł do belgijskiego drugoligowca, KRC Genk. W sezonie 1995/1996 wywalczył z nim awans do pierwszej ligi, jednak wówczas odszedł do NK Zagreb i spędził tam sezon 1996/1997.
Potem występował w belgijskim pierwszoligowcu KRC Harelbeke, chorwackich drużynach Hrvatski Dragovoljac i NK Marsonia, a także w południowokoreańskim Pohang Steelers, gdzie w 2000 roku zakończył karierę.

## Kariera reprezentacyjna
W reprezentacji Chorwacji Komljenović wystąpił jeden raz, 19 czerwca 1991 w wygranym 1:0 towarzyskim meczu ze Słowenią, w którym strzelił też gola.